# 斯图皮诺
54°53′N 38°4′E / 54.883°N 38.067°E
斯圖皮諾（羅馬化：Stupino）是俄羅斯莫斯科州的一個城市，位於莫斯科以南的奧卡河畔。2024年人口63,506人。
1939年建城，曾經是一個保密行政區。

## 姐妹城市
- 德国 泰尔格特